# Armelle Faesch
Armelle Faesch est une joueuse française de volley-ball née le 26 décembre 1981 à Mulhouse, dans le Haut-Rhin. Elle mesure 1,83 m et joue passeuse. Elle totalise 103 sélections en équipe de France.

## Clubs
| Club              | Pays   | De        | À         |
| ----------------- | ------ | --------- | --------- |
| RC Cannes         | France | 1999-2000 | 2001-2002 |
| Melun-La Rochette | France | 2002-2003 | 2003-2004 |
| VBC Riom          | France | 2004-2005 | 2004-2005 |
| ASPTT Mulhouse    | France | 2005-2006 | 2014-2015 |

## Palmarès
- Championnat de France (3)
  - Vainqueur : 2000, 2001, 2002
  - Finaliste : 2004, 2007, 2008, 2009, 2010, 2011, 2012

- Coupe de France (2)
  - Vainqueur : 2000, 2001
  - Finaliste : 2002, 2009, 2010, 2012

- Ligue des champions (1)
  - Vainqueur : 2002